# Décès en 1095
Décès
- 1091
- 1092
- 1093
- 1094
- 1095
- 1096
- 1097
- 1098
- 1099

Cette page dresse une liste de personnalités mortes au cours de l'année 1095 :
- 20 janvier : Wulfstan, évêque de Worcester.
- février ou mars : Henri III de Louvain, comte de Louvain et de Bruxelles.
- 24 février : Kytan et Itlar, khans polovtses.
- 26 février : Tutuş, émir seldjoukide de Damas et d'Alep puis sultan de Syrie.
- 12 avril : Henri II de Laach, comte palatin du Rhin.
- 1er juin : Agapit l'Anargyre, saint moine et Anargyre de la Laure des grottes de Kiev.
- Sophie de Hongrie, comtesse d'Istrie, de Carniole et duchesse de Saxe.
- 26 juin : Robert le Lotharingien, ou Robert de Losinga ou Robert de Lorraine, évêque de Hereford.
- 29 juillet : Ladislas Ier de Hongrie, roi de Hongrie, canonisé par l'Église catholique (Saint Ladislas de Hongrie).
- 18 août : Oluf Ier la famine, roi de Danemark de 1086 à 1095.
- 22 septembre : Archambaud IV de Bourbon, seigneur de Bourbon.
- 12 octobre : Léopold II de Babenberg, cinquième margrave d'Autriche.
- 22 novembre : Donngus Ua hAingliu (en), ou Donatus ou Donat O'Haingly, 3e évêque de Dublin (en).
- Abou al-Hassan al-Housri, ou Abou al-Hassan Ali Ibn Abdelghani al-Fehri, poète ifriqiyen.
- Al Mutamid ibn Abbad, Abbad III ou Abû al-Qâsim Muhammad “Al-Mu`tamid” ben Abbad, poète, écrivain.
- Béatrix Ire de Bigorre, comtesse de Bigorre.
- Geoffroy de Boulogne, ou Godefroy de Boulogne, évêque de Paris, chancelier de France puis archichancelier.
- Gérard de Corbie, parfois Gérald ou Géraud de la Sauve-Majeure, abbé bénédictin.
- Géraud II d'Armagnac, comte d'Armagnac de Gascogne et d'Ermengarde.
- Gilbert de Gand (en), noble.
- Godred Crovan, ou Gofraid mac meic Arailt, Gofraid Méranech, roi de Man et des Îles.
- Guillaume-Raymond de Cerdagne, ou Guillaume Ier de Cerdagne, comte de Cerdagne et de Berga.
- Gui Ier de Montlhéry, seigneur de Montlhéry.
- Håkon Magnusson Toresfostre, co-roi de Norvège.
- Raymond de Roda, ou Raymond Dalmatius ou Raimundo (ou Ramón) Dalmacio, évêque de Roda de Isábena (Espagne).
- Roupen Ier d'Arménie, seigneur de Bartzeberd et le fondateur de la dynastie des Roupénides.
- Shen Kuo, scientifique polymathe chinois, fonctionnaire gouvernemental sous la dynastie Song.
- Ua Corcrain de Clonfert (en), abbé de Clonfert.
- Vital Faliero de Doni, 32e doge de Venise.
- William (en), évêque des Îles (Écosse médiévale (en)).

date incertaine (vers 1095)
- Jeanne de Genève, comtesse de Savoie.

## Crédit d'auteurs
- Cet article est partiellement ou en totalité issu de l'article intitulé « 1095 » (voir la liste des auteurs).